# Ферри, Реджеп
Реджеп Ферри (алб. Rexhep Ferri, 10 октября 1937, Кукес — 6 июня 2024, Приштина) — косовский и албанский художник, поэт и писатель. Известен своим вкладом в искусство; он был значительной фигурой на художественной сцене Албании и Косово. Работы Ферри характеризуются своим самобытным стилем и глубокими тематическими элементами, часто отражающими культурный и исторический контекст Албании и Косово.
Влияние Ферри простиралось за пределы создания искусства. Он посвятил себя воспитанию будущих поколений художников, работая профессором Академии изобразительных искусств в Приштине. Его страсть к искусству и его приверженность образованию, несомненно, повлияли на художественное развитие многих косовских художников. В 1996 году Ферри был избран членом-корреспондентом Академии наук и искусств Косово, а в 2000 году — постоянным членом этой академии.
Умер 6 июня 2024 года в возрасте 86 лет.

## Публикации
- Ndoshta ishte dashuri, Prishtinë: "Rilindja", 1997
- Atdheu im Torzo, Prishtine: Rilindja, 1998
- Kuartet për harqe: partiturë, (соавтор) Prishtinë, 2001
- Frikë nga Guernika: roman, Tiranë: Onufri, 2004
- Njeriu po kush tjetër: roman, Tiranë: Onufri, 2005
- Shapo Albane: roman, Tiranë: Onufri, 2006
- Humbës i lumtur, Tiranë: Toena, 2007